# Oswald Pohl
Oswald Ludwig Pohl (Duisburg, 30 de juny del 1892 - presó de Landsberg am Lech, 7 de juny del 1951) era un obergruppenführer de la SS i general de la Waffen-SS a l'Alemanya nazista.
Per la seva funció de director del servei SS-Wirtschafts - und Verwaltungshauptamt (Oficina Central Econòmica i Administrativa de les SS) va tenir un paper major a l'Holocaust. En la fase final de la Segona Guerra Mundial, va donar l'ordre, en concertació amb Heinrich Himmler d'eliminar tots els testimonis torbadors davant l'alliberament imminent per les Forces Aliades, cosa que va conduir a una sèrie de crims de la fase final de la qual uns dels més atroços va ser l'assassinat a l'Escola del Bullenhuser Damm de 20 nens jueus, víctimes d'experiments pseudo-mèdics de Kurt Heissmeyer.
Va ser condemnat a mort com per crims de guerra i crims contra la humanitat als Judicis de Nuremberg i executat el 1951.